# S/S Bore (1899)

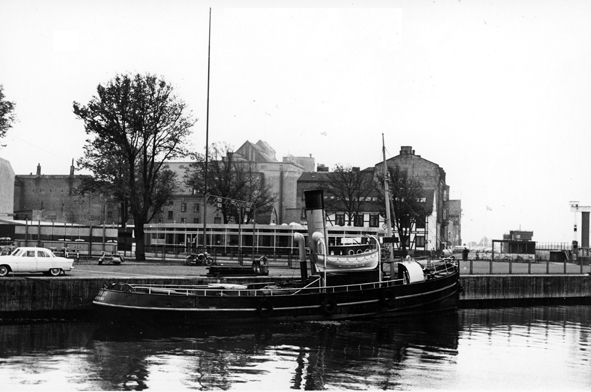
Fartyget 30 september 1963, som Bore II.

S/S Bore var ett svenskt fartyg som 1899–1962 gjorde bogseringar och isbrytning i Landskrona hamn samt trafikerade rutten Landskrona – Bäckviken på Ven för  Landskrona stads hamnförvaltning och som blev skrotad 1976.
Byggdes i Göteborg som bogserbåt med passagerarcertifikat och levrerades 8 juli 1899 till Landskrona stad. Maskin ombyggd till oljeeldning 1952 och döptes senare om till Bore II 1962 när en ny båt från Öresundsvarvet döpt till Bore levererades samma år. Gjorde sin sista tur till Ven den 14 september 1962. Såldes därefter till ingenjörsfirman Minerva i Köpenhamn i Danmark med planer på att byggas om för sandsugning, men genomfördes aldrig och såldes senare igen och fick några år senare hemmahamn Frederiksværk. Skrotades på samma plats omkring 1976.